# Campeonato Pan Continental de Curling Femenino de 2023
El II Campeonato Pan Continental de Curling Femenino se celebró en Kelowna (Canadá) entre el 29 de octubre y el 4 de noviembre de 2023 bajo la organización de la Federación Mundial de Curling (WCF) y la Federación Canadiense de Curling.
Las competiciones se realizaron en el Kelowna Curling Club de la ciudad canadiense.

## Tabla de posiciones
| Pos | Equipo         | G | P | G–P |
| --- | -------------- | - | - | --- |
| 1   | Corea del Sur  | 6 | 1 | 2–0 |
| 2   | Japón          | 6 | 1 | 1–1 |
| 3   | Estados Unidos | 6 | 1 | 0–2 |
| 4   | Canadá         | 4 | 3 | –   |
| 5   | Nueva Zelanda  | 2 | 5 | 1–0 |
| 6   | China Taipéi   | 2 | 5 | 0–1 |
| 7   | México         | 1 | 6 | 1–0 |
| 8   | Australia      | 1 | 6 | 0–1 |

## Fase final
|  | Semifinales    | Semifinales |   |        | Final          | Final |  |
|  |                |             |   |        |                |       |  |
|  |                |             |   |        |                |       |  |
|  | Corea del Sur  | 8           |   |        |                |       |  |
|  | Canadá         | 4           |   |        |                |       |  |
|  |                |             |   |        |                |       |  |
|  |                |             |   |        |                |       |  |
|  |                |             |   |        | Corea del Sur  | 11    |  |
|  |                | Japón       | 6 |        |                |       |  |
|  |                |             |   |        |                |       |  |
|  |                |             |   |        |                |       |  |
|  |                |             |   |        | Tercer lugar   |       |  |
|  |                |             |   |        |                |       |  |
|  | Japón          | 10          |   | Canadá | 7              |       |  |
|  | Estados Unidos | 8           |   |        | Estados Unidos | 8     |  |

## Medallistas
| Evento | Oro                                                                  | Plata                                                                             | Bronce                                                                                         |
| ------ | -------------------------------------------------------------------- | --------------------------------------------------------------------------------- | ---------------------------------------------------------------------------------------------- |
| Equipo | Corea del Sur Gim Eun-Ji Kim Min-Ji Kim Su-Ji Seol Ye-Eun Seol Ye-Ji | Japón Satsuki Fujisawa Chinami Yoshida Yumi Suzuki Yurika Yoshida Kotomi Ishizaki | Estados Unidos Tabitha Peterson Cory Thiesse Tara Peterson Rebecca Hamilton Victoria Persinger |